# One Step Closer (canción de Linkin Park)
«One Step Closer» – en español: («Un paso más cerca») es el primer sencillo de la banda californiana Linkin Park. Pertenece a su álbum Hybrid Theory, ocupando la pista #2. Es una canción de tono agresivo en la que no predomina tanto el rap metal como en otras canciones de este grupo, sino que hay más predominio de la parte nu metal.
«One Step Closer» ocupa el puesto #95 de "Los 100 mejores riffs" de la revista Total Guitar.

## Video musical
Joe Hahn y el director Gregory Dark idearon el concepto para el video. La versión original del video supuestamente estaba destinada a ser imágenes en vivo de la banda con sus fanes (similar a su video musical de "Faint").
El video fue dirigido por Gregory Dark y filmado en un túnel del metro de Los Ángeles, que se encuentra junto a un hospital. El video comienza con un grupo de amigos adolescentes pasando el rato en un callejón oscuro. Dos de ellos (el hombre es interpretado por el artista local de Los Ángeles Tony Acosta, que lleva el sobrenombre de "TonyMech") siguen a un extraño con una túnica con capucha negra en una puerta que los conduce a una habitación oscura y brumosa donde toca la banda. Los hombres de estilo monje realizan movimientos de artes marciales a lo largo del video. A mitad de la canción, golpean una caja, llamando la atención de los hombres como monjes, lo que les hace huir del túnel. Eventualmente, el hombre extraño aparece al final del video. Mientras Bennington grita el puente de canciones, él también está boca abajo como si la gravedad se invirtiera para él. El bajista suplente Scott Koziol se puede ver en varias tomas en el video.
"One Step Closer" es el único video musical de Linkin Park que se filma con cámaras SD, que se puede ver en 480p y está disponible en los EE. UU. Exclusivamente en el canal de YouTube de Warner Bros. Records.

## Otras versiones
Existe un remix oficial de esta canción, llamado 1stp Klosr, decimonovena pista del álbum Reanimation de 2002. Esta remezcla fue producida por  The Humble Brothers y el líder de Korn, Jonathan Davis.
Otra versión de One Step Closer es la que se grabó para el álbum Collision Course, junto a Jay-Z. Esta canción está mezclada en el disco junto con 99 Problems de Jay-Z y Points Of Authority de Linkin Park. Es la sexta canción del disco Collision Course (Points of Authority/99 Problems/One Step Closer).

## Aparición en otros medios
"One Step Closer" es una de las canciones que se pueden interpretar en el juego lanzado en 2008, Rock Band 2 —desarrollado por Harmonix—, para las consolas de Xbox 360, PlayStation 3, PlayStation 2, y la Wii.
La canción es parte de la banda sonora de Das Experiment (El experimento), película alemana de 2001, inspirada en el famoso «Experimento de la cárcel de Stanford» llevado a cabo en 1971.

## Lista de canciones

### CD maxisencillo
1. «One Step Closer» - 2:39
2. «My December» - 4:21
3. «High Voltage» - 3:45
4. «One Step Closer» (Video) - 2:55

### USA Radio CD
1. «One Step Closer» (Álbum Versión) 2:36
2. «One Step Closer» (Rock Mix) - 2:36

### Disco de vinilode 10"
1. «One Step Closer» - 2:39
2. «My December» - 4:21

## Posicionamiento
| Listas                                   | Posición máxima |
| ---------------------------------------- | --------------- |
| Billboard Hot 100                        | 75              |
| Billboard Mainstream Rock Tracks         | 4               |
| Billboard Modern Rock Tracks             | 5               |
| Billboard Hot 100 Airplay                | 68              |
| Billboard Bubbling Under Hot 100 Singles | 2               |
| UK Singles Chart                         | 24              |
| Australia Singles Chart                  | 4               |
| Alemania Singles Chart                   | 32              |
| Italia Singles Chart                     | 46              |
| Países Bajos Singles Chart               | 57              |
| Suecia Singles Chart                     | 46              |
| Suiza Singles Chart                      | 42              |
| Austria Singles Chart                    | 38              |
| Los 100+ Pedidos Suroeste                | 23              |